# キャロル・ロンバード
キャロル・ロンバード（Carole Lombard、1908年10月6日 – 1942年1月16日）は、アメリカ合衆国インディアナ州出身の女優である。1930年代、40年代にコメディ映画で活躍し、"スクリューボール・コメディの女王"と呼ばれた。
本名はジェーン・アリス・ピーターズ (Jane Alice Peters)。

## 生涯
1908年、インディアナ州フォートウェイン生まれ。6歳と2歳年上の兄が2人いる。1914年、両親の折り合いが悪く、この後も離婚はしなかったが母親が２人の兄とキャロルを連れてロサンゼルスに移住し別居した。キャロルがロサンゼルスに住んでいた頃、近所に住んでいた映画監督の目に留まって12歳で映画デビューしたが、その後しばらくは普通の生活を送った。

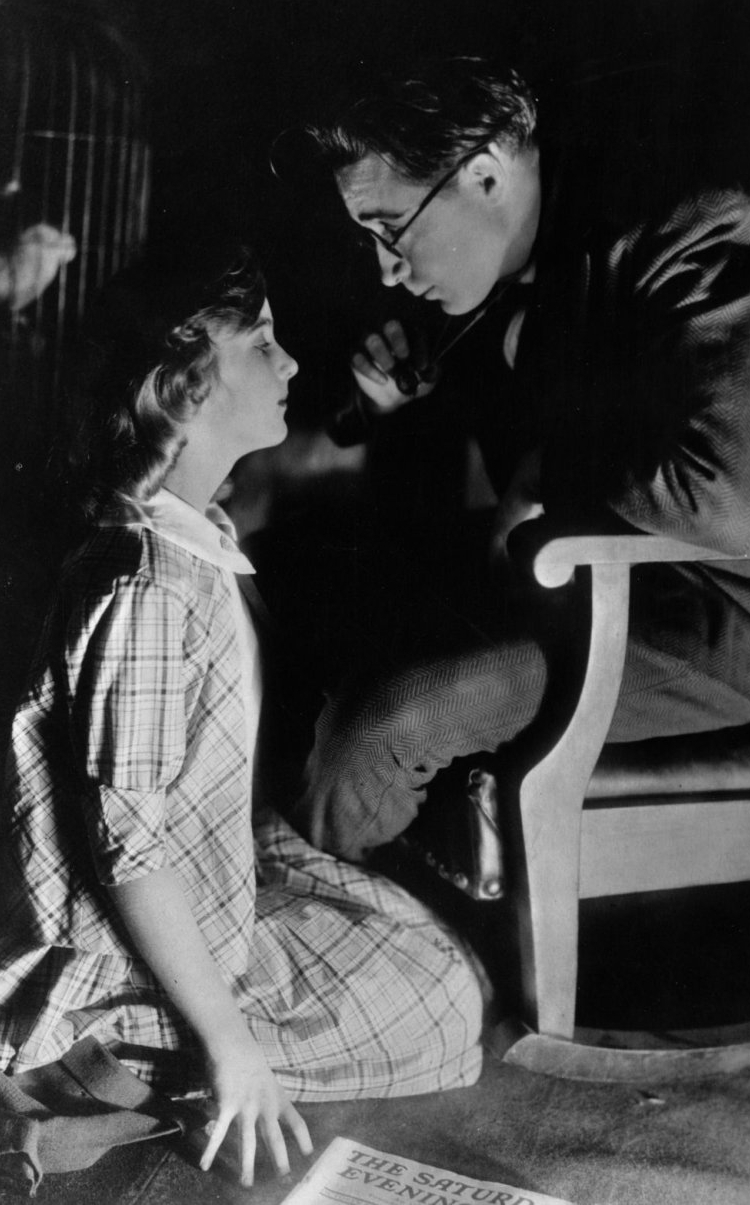
12歳の時に『陰陽の人』に少しだけ出演（1921年）

一劇団に入りいくつかの舞台に立つ。1924年にフォックス社から再びデビューが決まり高校を退学したが、翌年の1925年に契約を解除された。しかしロンバードは1930年にパラマウントに契約した頃から、フォックスから契約を解除された理由は、自動車事故で顔に傷を作ったからだと主張しており、死後数十年それが事実とされていたが、実際は自動車事故の2年前にフォックスから契約解除されている。この自動車事故は1927年9月に発生しており、当時のボーイフレンドとドライブ中にロンバードは自動車事故に遭い、割れたフロントガラスが鼻から左頬下を切り裂いたことで顔面に傷が残ったが、当時契約していたマック・セネットは彼女の美貌と才能を評価していたので、顔の傷を気にせずに契約を反故にしなかった。しばらくの間、マック・セネットのコメディ映画に多数の新進女優と共に水着美人などとして顔を出していたが、1930年にその美貌が認められパラマウント社と７年間の長期契約を締結した。折りしもサイレントからトーキーへの過渡期であり、その波に乗り切れずに人気が落ちた俳優がいる一方、セクシーな声と、知性的でなおかつコケティッシュな魅力を持った彼女は徐々に頭角を現してゆく。

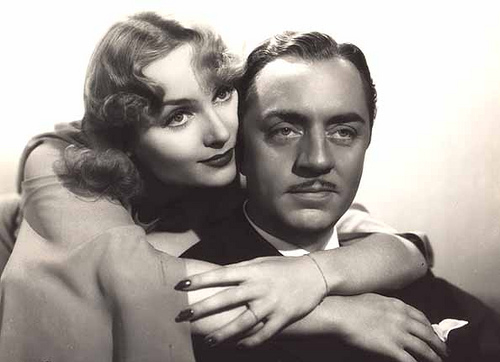
ウィリアム・パウエルとともに（1933年）

1934年、ハワード・ホークスのコメディ『特急二十世紀』に出演、同作品のヒットによりコメディエンヌとしてスターの座を掴んだ。その後もジョン・クロムウェル、アルフレッド・ヒッチコック、エルンスト・ルビッチなどの作品に出演、コメディでもドラマでも活躍した。
プライベートでは1931年に年上の俳優のウィリアム・パウエルと結婚するが、慎み深く知的で教養ある上品な紳士のパウエルと、頭の回転が早くユーモアたっぷりだが、若いが故に教養に乏しく下ネタもぶっちゃけ話も平気で話すロンバードとは性格が合わず、パウエルの強い意向で２年後の1933年に離婚をした。パウエルとの離婚でプライドが傷つけられた辛さを慰めてくれたのが、当時の人気歌手で若手俳優のラス・コロンボであったが、彼は1934年に友人が所持する拳銃が暴発した事故で28歳の若さで命を落とした。ロンバードは恋人の突然の死にショックを受け、大好きだったパーティーにも出掛けるのを止めるなど落ち込んだ。
1937年には人気が絶頂期であったにもかかわらず、パラマウントとの契約を更新せずそのまま退社したが、これはフリーで活動することで仕事を選ぶことが出来るようになり、その結果としてスケジュールに余裕を持たせることで、1936年の1月から付き合い始めた新しい恋人のゲイブルとの交際に専念出来るからという理由であった。
そして1939年には3年間交際をしていたクラーク・ゲーブルと再婚した。ゲイブルは長年別居中の年上の妻が居た為、不倫ということでゴシップコラムニストや大衆から大きなバッシングを受けたが、二人は芸能界を引退に追い込まれても一緒になると覚悟の上で結婚を決めた。この二人の真摯な態度にメディアも感銘を受け大衆も彼らを祝福した。過去二回の結婚に失敗していたゲーブルは、頭が良くイタズラ好きでユーモアがあり天真爛漫な性格のロンバードを愛し、その短い結婚生活中にはなかなか子宝に恵まれないという辛い経験もしたが、彼の生涯の中で最も幸せなひと時であったという。
ゲイブルは1930年代半ばに映画で共演を重ねたジーン・ハーロウとの恋愛関係を解消し、ロンバードと交際を始めたが、彼と別れたハーロウはロンバードの前夫のウィリアム・パウエルを本命の恋人に選び交際をスタートさせた。偶然とは言えこの二組のカップルはパートナーを交換することになったが、最後はどちらも女性パートナーが死亡するという悲劇的な最後を遂げることとなった。

第二次世界大戦中は戦争に関連した銃後の支援活動や慈善活動に力を注いだ。1942年1月16日、戦時国債キャンペーンのため故郷のインディアナにいた彼女は、ロサンゼルスに戻る途中で飛行機がラスベガス近郊で墜落、33歳にして母親と共に死去した。同機へ搭乗する直前にファンに向かって言った「みなさんにさようならを言う前に一言。私と一緒に支援活動に参加してください! V for Victory!」が最後の言葉だった。

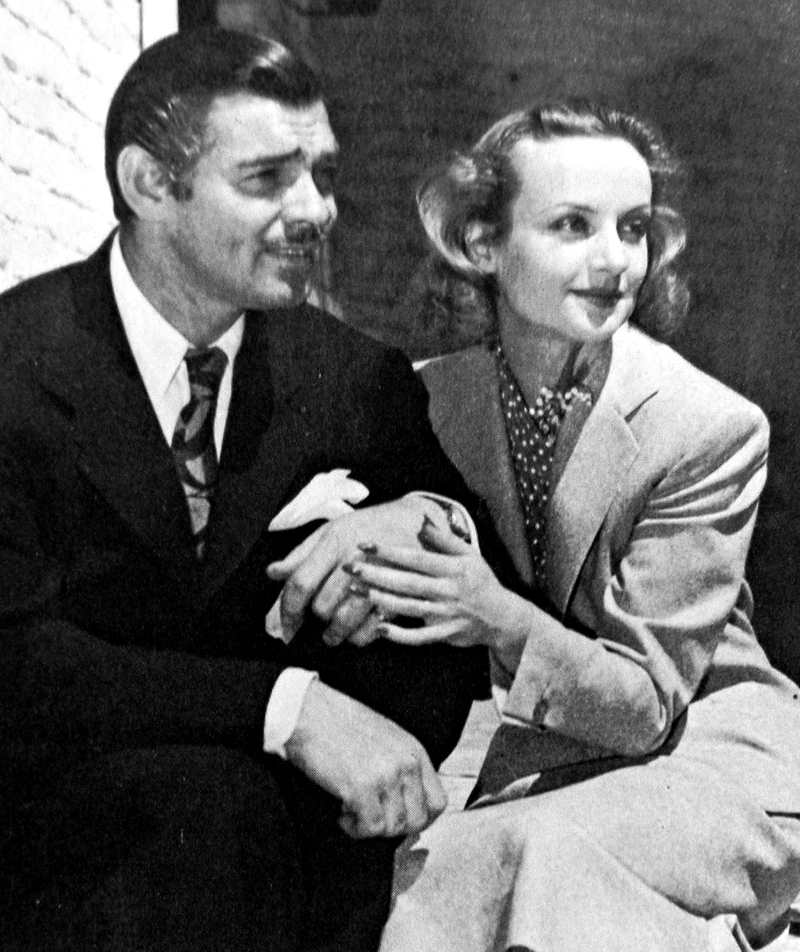
クラーク・ゲーブルとともに（1939年）

彼女の死に落胆したゲーブルは映画界を一時引退し第二次世界大戦に従軍したほど。また戦後ゲーブルはもう二度結婚をしているが、1960年に死去した際には、その遺体は遺言により「キャロル・ロンバード・ゲーブル」と刻まれていたロンバードの墓の隣に埋葬された。

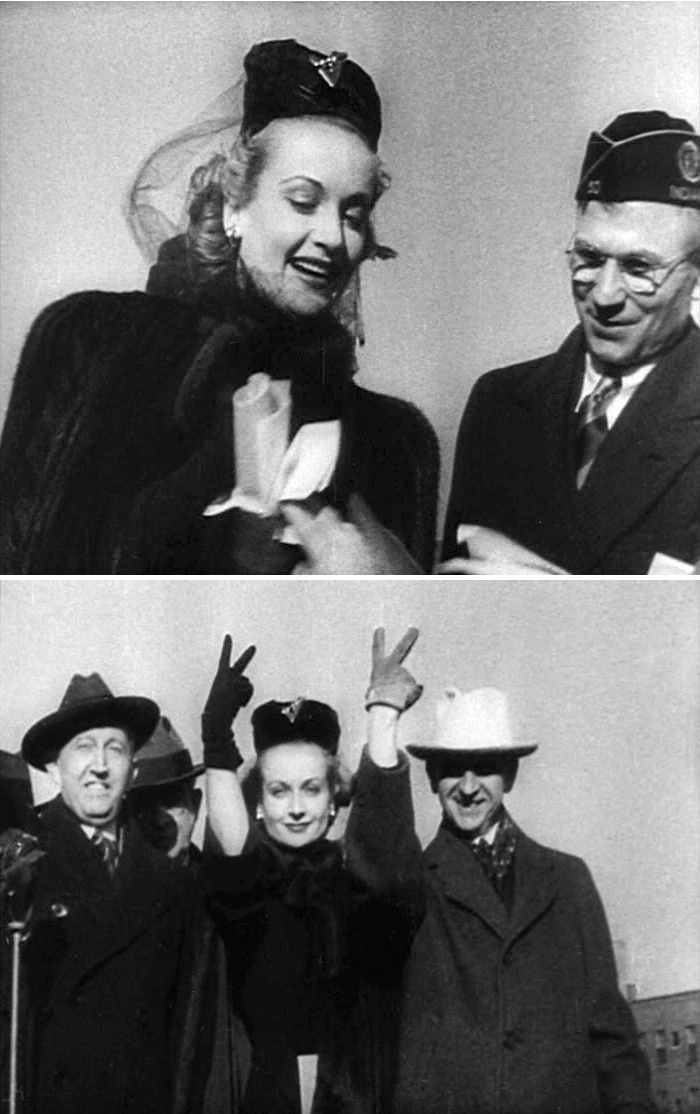
戦時国債キャンペーンに参加。帰りの飛行機で亡くなった（1942年）

一連の戦争に関連した活動を彰し、ルーズベルト大統領はロンバードに大統領自由勲章を死後授与している。また1944年にはリバティ船の一隻が「SS Lombard」と命名され、進水式はゲーブルが行った。

## 主な出演作品
| 公開年 | 邦題 原題                                 | 役名                                         | 備考 |
| ------ | ----------------------------------------- | -------------------------------------------- | ---- |
| 1921   | 陰陽の人 A Perfect Crime                  | グレッグの姉妹                               |      |
| 1925   | 勇猛果敢 Hearts and Spurs                 | シビル・エスタブルック                       |      |
| 1925   | 雷名轟く Durand of the Bad Lands          | エレン・ボイド                               |      |
| 1928   | 浮かれ街道 Power                          | 別の夫人                                     |      |
| 1928   | 無頼漢 Me, Gangster                       | ブロンドロージー                             |      |
| 1930   | アリゾナ怪盗異聞 The Arizona Kid          | ヴァージニア・ホイト                         |      |
| 1930   | 令嬢暴力団 Safety in Numbers              | ポーリン                                     |      |
| 1931   | 街の紳士 Man of the World                 | メアリー・ケンドール                         |      |
| 1931   | 成金ボーイ ニューヨークへ行く Ladies' Man | レイチェル                                   |      |
| 1931   | 悪魔が跳び出す Up Pops the Devil          | アン・メリック                               |      |
| 1931   | 失はれし抱擁 I Take This Woman            | ケイ・ダウリング                             |      |
| 1932   | 恋を喰べる女 No One Man                   | ペネロープ                                   |      |
| 1932   | 明日は晴れ Sinners in the Sun             | ドリス・ブレイク                             |      |
| 1932   | 紅蘭 No More Orchids                      | アニー・ホルト                               |      |
| 1932   | 心の青空 No Man of Her Own                | コニー・ランドール                           |      |
| 1933   | 競馬天国 From Hell to Heaven              | コリー                                       |      |
| 1933   | 殺人魔の魂 Supernatural                   | ローマ・コートニー                           |      |
| 1933   | 鷲と鷹 The Eagle and the Hawk             | 美しい女                                     |      |
| 1933   | 白い肉体 White Woman                      | ジュディス・デニング                         |      |
| 1934   | ボレロ Bolero                             | ヘレン・ハサウェイ                           |      |
| 1934   | 恋と胃袋 We're Not Dressing               | ドリス                                       |      |
| 1934   | 特急二十世紀 Twentieth Century            | リリー・ガーランド（ミルドレッド・プロトカ） |      |
| 1934   | 久遠の誓ひ Now and Forever                | トニ                                         |      |
| 1934   | 街で拾った女 Lady by Choice               | アラバマ・リー                               |      |
| 1934   | ギャングの花嫁 The Gay Bride              | メアリー                                     |      |
| 1935   | ルムバ Rumba                              | ダイアナ・ハリソン                           |      |
| 1935   | 春を手さぐる Hands Across the Table       | レジー・アレン                               |      |
| 1936   | 処女散歩 Love Before Breakfast            | ケイ・コルビー                               |      |
| 1936   | 姫君海を渡る The Princess Comes Across    | ワンダ・ナッシュ                             |      |
| 1936   | 襤褸と宝石 My Man Godfrey                 | アイリーン                                   |      |
| 1937   | スイング Swing High, Swing Low            | マギー・キング                               |      |
| 1937   | 無責任時代 Nothing Sacred                 | ヘイゼル・フラッグ                           |      |
| 1937   | 真実の告白 True Confession                | ヘレン・バートレット                         |      |
| 1938   | 婚約リレー Fools for Scandal              | ケイ・ウィンターズ                           |      |
| 1939   | 貴方なしでは Made for Each Other          | ジェーン・メイソン                           |      |
| 1940   | 病院の一夜 Vigil in the Night             | アン・リー                                   |      |
| 1941   | スミス夫妻 Mr. and Mrs. Smith             | アン                                         |      |
| 1942   | 生きるべきか死ぬべきか To Be or Not to Be | マリア                                       |      |

## 関連書籍
- サイレント・コメディ全史（新野敏也著、1992年、喜劇映画研究会 ISBN 978-4906409013）

- 〈喜劇映画〉を発明した男　帝王マック・セネット、自らを語る（マック・セネット著、石野たき子訳／新野敏也監訳、2014年、作品社 ISBN 4861824729）